# Loppen og professoren (Der var engang...)
Loppen og professoren er en tegnefilm i serien Der var engang... (eng. titel The Fairytaler), der blev udsendt i forbindelse med H.C. Andersens 200 års fødselsdag i 2005.
Danske Stemmer:
- H.C. Andersen Henrik Kofoed
- Professor Lars Hjortshøj
- Loppe Søren Fauli
- Prinsesse  Amalie Dollerup
- Prissesse far Søren Spanning
- Professorens kone Kaya Brüel
- Ballonskipper Lasse Lunderskov

Øvrige stemmer:
- Amanda Bruchmann
- Birgitte Raaberg
- Pauline Rehne
- Michael Elo
- Timm Mehrens
- Lars Thiesgaard

Bagom:
- Instruktør: Jørgen Lerdam
- Original musik af: Gregory Magee
- Hovedforfatter: Gareth Williams
- Manuskriptredaktører: Linda O' Sullivan, Cecilie Olrik
- Oversættelse: Jakob Eriksen
- Lydstudie: Nordisk Film Audio
- Stemmeinstruktør: Steffen Addington
- Animation produceret af: A. Film A/S
- Animationsstudie: Wang Film Production

En co-produktion mellem
Egmont Imagination, A. Film & Magma Film
I samarbejde med:
Super RTL & DR TV